# (30850) Vonsiemens
(30850) Vonsiemens est un astéroïde de la ceinture principale.

## Description
(30850) Vonsiemens est un astéroïde de la ceinture principale. Il fut découvert le 7 octobre 1991 à Tautenburg par Freimut Börngen et Lutz Dieter Schmadel. Il présente une orbite caractérisée par un demi-grand axe de 2,76 UA, une excentricité de 0,19 et une inclinaison de 9,1° par rapport à l'écliptique.

## Compléments